# El missatger (pel·lícula de 2013)
El missatger (Snitch) és una pel·lícula de drama criminal nord-americana de 2013 dirigida per Ric Roman Waugh i protagonitzada per Dwayne Johnson, Barry Pepper, Susan Sarandon, Jon Bernthal, Benjamin Bratt i Michael Kenneth Williams. Es va estrenar als Estats Units el 22 de febrer de 2013. Ha estat doblada al català.

## Argument[calcitació]
La pel·lícula comença amb Jason Collins (Rafi Gavron) xatejant amb el seu millor amic de la infància, Craig Johnson (James Allen McCune). Craig treu una caixa de drogues que està intentant moure i intenta persuadir Jason perquè deixi que Craig enviï les drogues a casa, oferint-li una part dels guanys. Tot i la reticència de Jason, Craig li envia el nombre de seguiment del paquet. Mentrestant, John Matthews (Dwayne Johnson), el pare separat de Jason i amo d'una empresa de construcció, veu a Daniel James (Jon Bernthal), un nou empleat, fent treball d'hores extraordinàries, i ho ajuda amb això.
Un missatger lliura el paquet de Craig a la casa de Collins. Jason signa el paquet i el porta a la seva habitació, descobrint que conté una gran quantitat de píndoles en una bossa, així com un dispositiu de rastreig. Els oficials de la DEA arriben i irrompen a la casa; Jason fuig però és perseguit per l'agent Cooper (Barry Pepper).
Mentre que en una barbacoa, John rep una trucada de la seva exdona Sylvie (Melina Kanakaredes) sobre Jason haver estat arrestat. John i Sylvie es troben a l'estació de policia i tenen una discussió tensa mentre esperen poder parlar amb Jason. Un investigador parla amb ells, dient que Craig va posar a Jason en una operació encoberta per reduir la seva pròpia condemna després de ser atrapat. Els càrrecs de Jason tenen un mínim de 10 anys de presó.
Jason és processat en un tribunal on se li nega la llibertat sota fiança. El posen en una sala d'entrevistes amb John, Sylvie i l'investigador, qui pressiona a Jason perquè es declari culpable de narcotràfic i delati a un dels seus amics que trafica amb la finalitat de reduir la seva pròpia condemna, com ho va fer Craig.
Utilitzant les seves connexions, John es reuneix amb la fiscal federal local Joanne Keeghan (Susan Sarandon), que està duent a terme una campanya antidrogues molt agressiva per augmentar les seves possibilitats d'elecció a Congrés. Keeghan accepta reduir la sentència de Jason si John li lliura a un traficant de drogues, però afirma que rebrà poca ajuda d'ella i que el risc serà tot seu.
John visita a Jason a la presó, i observa que Jason està sent colpejat per altres presoners. John se sent responsable perquè no hi era per al seu fill, i s'adona que Jason pot ser assassinat abans que acabi la seva sentència de presó.
L'agent Cooper dirigeix un equip de treball que controlarà qualsevol tracte que John disposi utilitzar com a evidència d'un arrest. John busca en els registres dels seus empleats i descobreix que Daniel James té dues condemnes de distribució de drogues anteriors. Daniel actualment porta una vida neta per evitar three-strikes law (llei nord-americana per reduir el tràfic de drogues), perquè ara té una esposa i un fill petit que cuidar. John ofereix vint mil dòlars si Daniel simplement el presenta a un comerciant; Daniel inicialment es nega, però després accedeix perquè pugui traslladar a la seva família a un apartament més segur, encara que no sap que John està actuant com a informant.
Daniel li presenta a John a Malik (Michael Kenneth Williams), un narcotraficant local extremadament perillós i d'alt rang, que igual que Daniel té confiscacions anteriors. A l'explicar que el seu negoci de la construcció no pot mantenir-se en l'economia actual sense un ingrés extra, John s'ofereix a traslladar quantitats gairebé il·limitades de droga amb gairebé zero risc en els seus camions de càrrega. Com que és un negoci legítim, els camions eviten les sospites i transporten molta càrrega per a realitzar un registre exhaustiu. Malik accepta amb la condició que John i Daniel manegen la cursa inicial ells mateixos.
John i l'agent Cooper fan arranjaments perquè es col·loquin diversos micròfons per registrar les transaccions involucrades. John condueix a punt de recollida a prop de la frontera amb Mèxic. En el procés, una colla rival embosca a la camioneta, però John aconsegueix escapar audaçment, impressionant a el capitost del càrtel Juan Carlos "El Topo" Pintera (Benjamin Bratt), els homes lluiten contra els segrestadors. John completa amb èxit la seva part del tracte, lliurant les drogues a Malik sota la vigilància de l'Agent Cooper.
Malik esmenta una reunió amb membres del càrtel més alts que ell; Cooper, amb l'esperança d'obtenir objectius de major prioritat, no es mou per arrestar Malik segons l'acordat. Keeghan afirma que Cooper va fer el correcte i Renegà de la seva promesa de reduir la condemna de Jason, llevat que John cooperi en la segona reunió. John, indignat, exigeix al seu torn que Jason sigui alliberat quan es completi el treball. Daniel s'assabenta dels arranjaments de John amb la DEA i està furiós, dient que el càrtel matarà a John, a Daniel i les seves famílies si surt a la llum la veritat. John i Daniel envien a les seves famílies a amagar-se.
John es reuneix amb Pintera, qui vol que traslladi gairebé $ 100 milions en efectiu, de guanys de drogues cap a Mèxic, on es troba la base d'operacions del càrtel, i ofereix fer de John un membre del cercle intern del càrtel si té èxit. Keeghan està encantada amb la perspectiva d'arrestar a un traficant de tan alt perfil, però Cooper té una altra opinió i tracta de convèncer a John que no realitzi el trasllat, sospitant que el càrtel el matarà després.
John idea un pla per alliberar-se el i a Daniel de govern i del càrtel. Durant la carrera, John pot escapar de la vigilància de Cooper. A el mateix temps, Daniel ataca la casa de Malik, mata els seus guàrdies i el fereix mortalment. Abans de morir, Malik revela el nombre de mòbil de Pintera a Daniel. John crida a Cooper i li fa rastrejar tant el seu nou telèfon mòbil com el telèfon de Pintera, efectivament donant-li a Cooper els diners i a el cap de càrtel. El càrtel s'adona que John és un informant i els guia en una persecució en una autopista i un tiroteig abans d'escapar. Els membres del càrtel i els diners són confiscats pels homes de Cooper. Pintera està envoltat per agents federals; poc disposat a participar en un tiroteig perquè el seu fill petit està amb ell, aquest es rendeix.
Jason és alliberat l'endemà. John i la seva família ingressen al programa de protecció de testimonis; Daniel es nega i diu que ell i la seva família s'amagaran sols. A causa que Daniel va perdre la feina, John deixa a Daniel el gran xec de recompensa que John havia de rebre per la captura de Pintera.

## Repartiment
- Dwayne Johnson com John Matthews.[5]
- Barry Pepper com l'agent Cooper.
- Benjamin Bratt com Juan Carlos 'El Topo' Pintera.
- Susan Sarandon com Joanne Keeghan.
- Jon Bernthal com Daniel James.
- Michael Kenneth Williams com Malik.
- Melina Kanakaredes com Sylvie Collins.[1]
- Nadine Velazquez com Analisa Matthews.[1]
- Rafi Gavron com Jason Collins.[1]
- David Harbour com Jay Price.
- J. D. Pardo com Palau.
- Kym Jackson com l'agent Sims.
- Ashlynn Ross com Amanda.

## Producció
El missatger està dirigida per Ric Roman Waugh i escrita per Waugh i Justin Haythe. El projecte va ser creat el 2004 per Guy East i Nigel Sinclair, socis de Spitfire Pictures. Es van inspirar en un documental de Frontline sobre com els canvis a la política federal de drogues dels Estats Units van encoratjar als empresonats a delatar els seus còmplices. Justin Haythe va escriure el guió inicial, i Waugh va ser contractat per reescriure'l. El març de 2011, l'actor Dwayne Johnson va ser seleccionat per al paper protagonista de la pel·lícula. La filmació va començar al desembre de 2011 a Bossier City, Louisiana, i va concloure el 19 de gener del 2012.

## Recepció
El missatger va obrir a 2.511 cinemes als Estats Units i va recaptar 13.167.607 dòlars, amb una mitjana de 5.244 dòlars per cinema, i el lloc # 2 a la taquilla. La pel·lícula finalment va guanyar 42.930.462 dòlars a nivell nacional i 14.894.212 dòlars a nivell internacional, per un total de 57.824.674 dòlars.

## Resposta de la crítica
El missatger va rebre crítiques mixtes dels crítics i té un puntuació "rotten" del 56% en Rotten Tomatoes, basat en 140 revisions, amb una qualificació mitjana de 5,6 sobre 10. El consens crític diu: "Encara que presenta una de les més reflexives actuacions de Dwayne Johnson, la presentació de l'missatge subjacent de Snitch està embrollada per una narració mediocre i algunes inconsistències tonals ". La pel·lícula també té un puntuació de 51 sobre 100 en Metacritic, basat en 34 crítiques, el que indica "crítiques mixtes o mitjana".